# Walter Außendorfer
Walter Außendorfer (* 18. April 1939 in Tiers; † 27. Oktober 2019 ebenda) war ein italienischer Rennrodler, der in den 1960er Jahren der Nationalmannschaft Italiens angehörte.

## Werdegang
Außendorfer begann seine Wintersportkarriere als Alpiner Skirennläufer. Mit 15 Jahren gewann er seinen ersten Erwachsenen-Wettbewerb, wechselte aber auf Anraten seines Onkels zum Rennrodeln. 1959 startete er zum ersten Mal bei den Rennrodel-Weltmeisterschaften.
Seinen größten Triumph feierte der Südtiroler bei den Olympischen Winterspielen 1964 in Innsbruck, als er zusammen mit Siegfried Mair die Bronzemedaille im Doppelsitzer-Bewerb errang. Im Einsitzer-Wettbewerb war er zuvor auf den 16. Platz gefahren.
Bei den Rennrodel-Weltmeisterschaften 1965 fuhr Außendorfer im Einzel auf Rang neun und im Doppelsitzer auf den fünften Rang.
Nach dem Ende seiner aktiven Karriere betrieb Außendorfer das Hotel Krone in seinem Heimatdorf Tiers, wo er sich außerdem als Gemeinderat betätigte.